# Meryem Boz

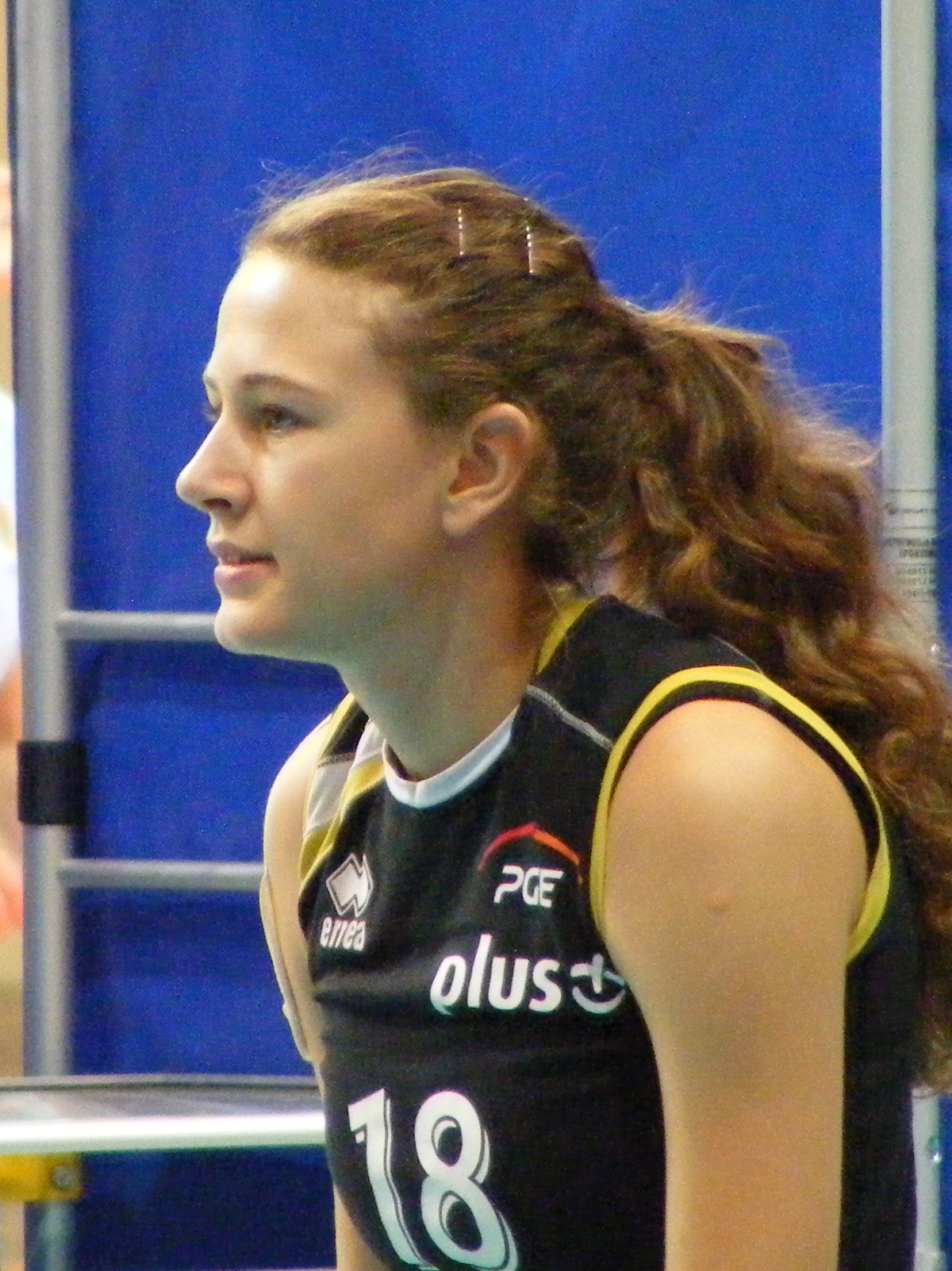
Meryem Boz, a la Copa Organika, el 2010

Meryem Boz, també coneguda com a Meryem Boz Çalık, (Eskişehir, 3 de febrer de 1988) és una jugadora de voleibol turca. Ha jugat als clubs DSİ Bentspor d'Eskişehir (2001–2002), İller Bankası d'Ankara (2002–2010), Atom Trefl Sopot de Polònia (2011–2012), Fenerbahçe de Kadıköy, Istanbul (2012–2013, subcampio de la Copa CEV el 2013 amb Çalık com integrant), Halkbank d'Ankara i Nakhonnon de Tailàndia (2013–2014), Büyükşehir Belediyespor (2014–2015) i Nilüfer Belediyespor (2015–2016) de Bursa i campió de la Challenge Cup d'Europa 2015. (Meryem Boz va ser escollida jugadora més valuosa del torneig.), Seramiksan (2016–2018), Galatasaray (2018–2019), Aydın Büyükşehir Belediye SK (2019-2020). Meryem Boz és integrant de la selecció turca de voleibol femenina també.
Se-li conoceix com a Mavi Şimşek (turc per Llamp blau) i "l'orgull d'Eskişehir", la seva ciutat natal. Està casada amb Ufuk Çalık i fa 1.90 m. Avui té una "Academia" de voleibol.